# Paul de Béthune
 (octobre 2023).
Si vous disposez d'ouvrages ou d'articles de référence ou si vous connaissez des sites web de qualité traitant du thème abordé ici, merci de compléter l'article en donnant les références utiles à sa vérifiabilité et en les liant à la section « Notes et références ».
Pour les autres membres de la famille, voir Famille de Béthune (Belgique).
Paul Valery Jules, baron de Béthune olim Paul Béthune, né le 13 mai 1830 à Courtrai et mort le 3 janvier 1901 à Alost, est un homme politique catholique belge.

## Biographie
Docteur en droit (1853, Université catholique de Louvain) et en sciences administratives et politiques (1854), stagiaire au barreau de Bruxelles (1853-1857), il est élu conseiller communal (1866-88) et échevin d'Alost (1866-1896), conseiller provincial de la province de Flandre-Orientale (1859-1870) et sénateur de l'arrondissement de Courtrai (1870-1900 ; secrétaire de 1884-1892), puis de Courtrai-Ypres (1900-1901). Il est vice-président du Sénat de 1892 à 1901.

## Famille
Paul de Béthune est le fils de Félix de Bethune (bourgmestre) (1789-1880) et de Julie de Renty (1792-1856). Son père obtient concession de noblesse héréditaire le 26 mars 1845 de la part du Roi Léopold Ier dont bénéficie de facto Paul alors âgé de 14 ans. Le 8 février 1871, Félix de Bethune obtient concession du titre de baron pour lui et toute sa descendance et donc Paul bénéficia aussi de ce titre, il était alors âgé de 41 ans.
Il épouse en 1856 Adélaïde Eliaert (1835-1896). Sept enfants sont nés de ce mariage : Félix (1857-1901), Benoit (1862-1863), Léon (1864-1907), Charles (1868-1938), Louis (1872-1939), Marie Thérèse (1875-1960) et Gaston (1877-1966).

## Sources
- Bio sur ODIS